# Körniger Laufkäfer

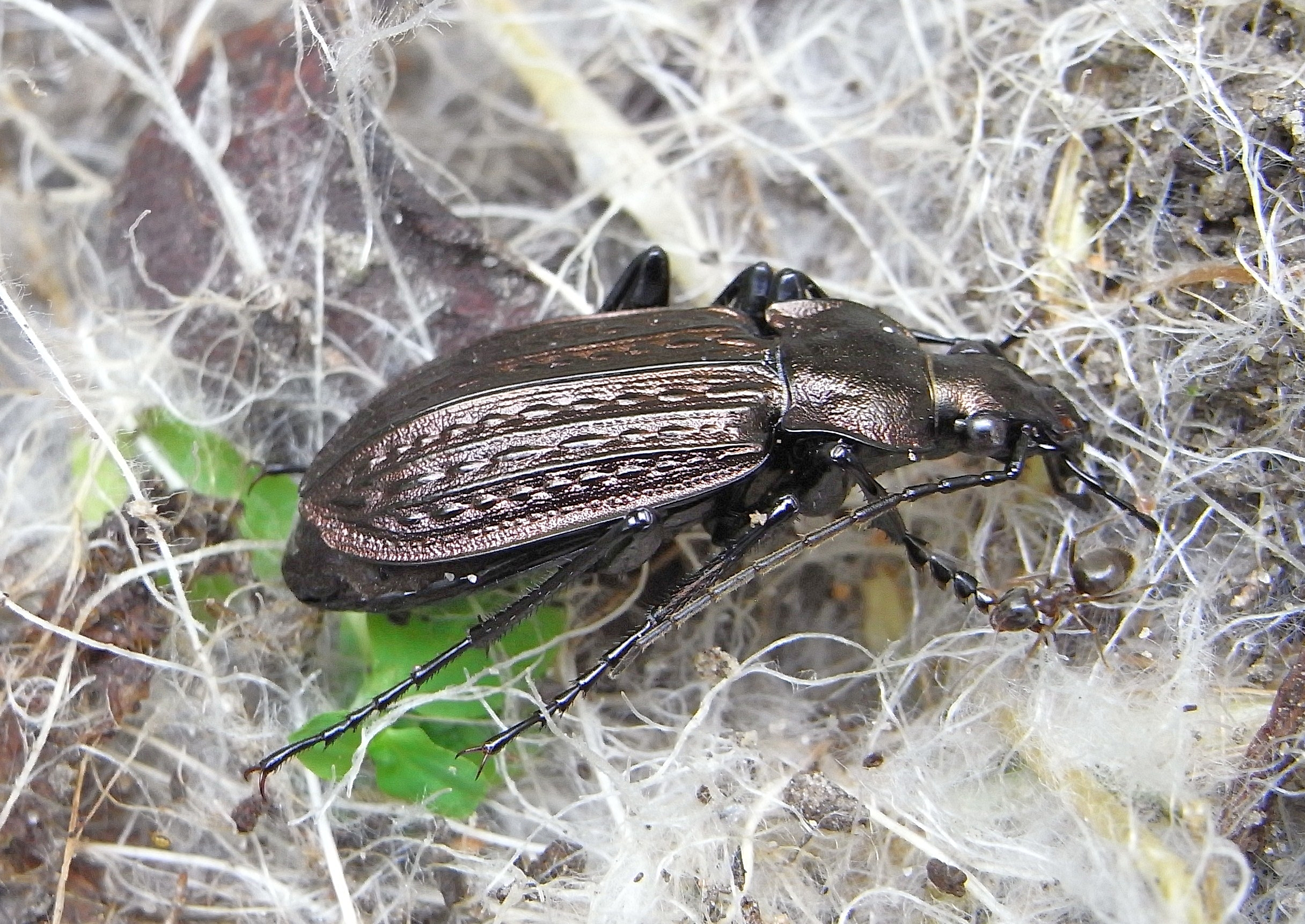
Seitenansicht

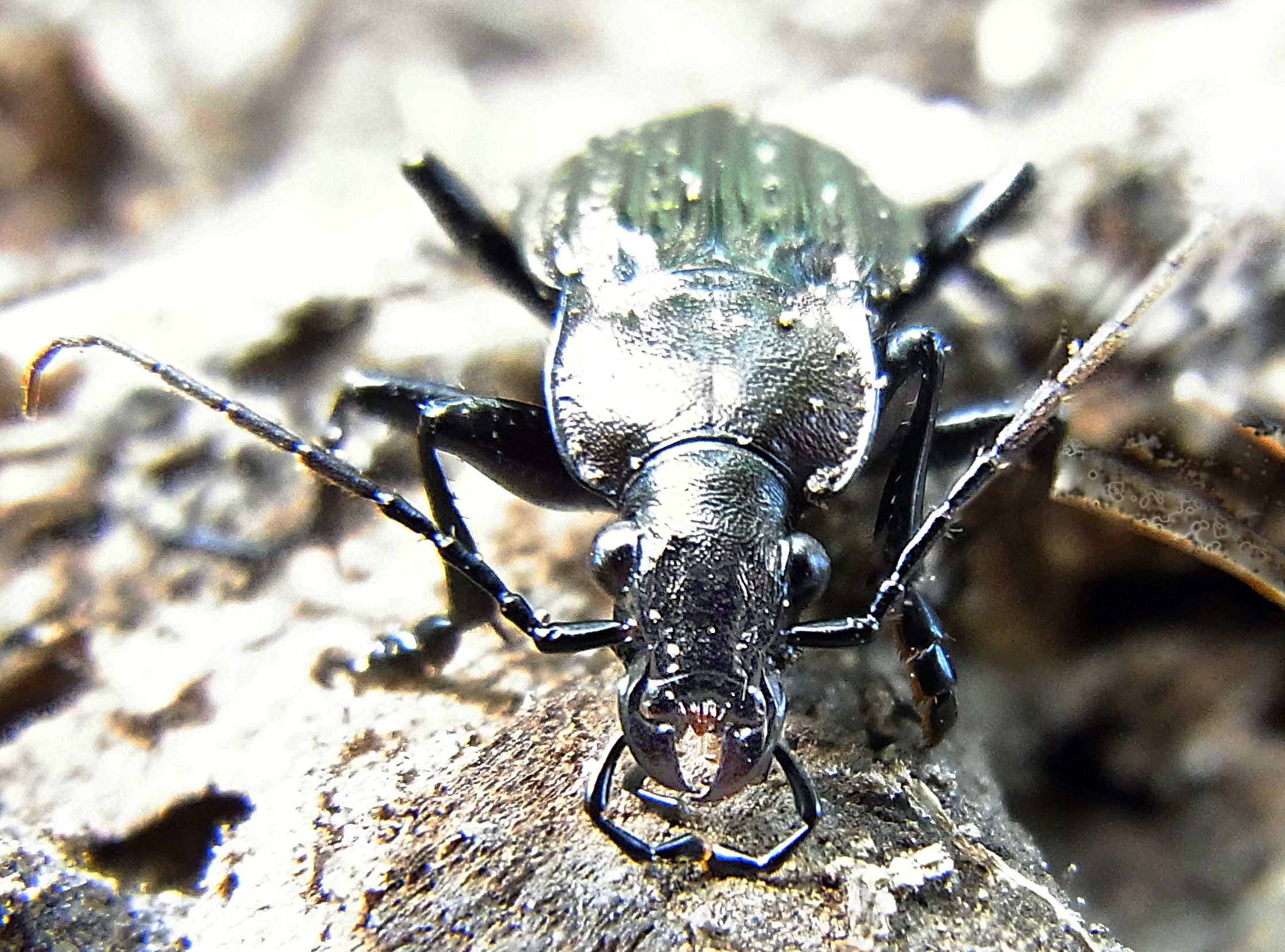
Frontalansicht

Der Körnige Laufkäfer oder Gekörnte Laufkäfer (Carabus granulatus) ist ein Käfer aus der Familie der Laufkäfer (Carabidae).

## Merkmale
Körnige Laufkäfer werden 17 bis 23 Millimeter lang. Der Chitin-Panzer ist bronzefarben und glänzt meist grün. Auf den Flügeldecken befinden sich deutliche Längsrillen, in denen sich kleine „körnige“ Erhebungen befinden. Sowohl die Fühler als auch die Beine sind vollkommen schwarz und sehr lang. Die Schenkel können ausnahmsweise auch rot sein. Die Flügeldecken verbreitern sich in der vorderen Hälfte weniger gerundet als bei Carabus cancellatus und erreichen ihre größte Breite hinter der Mitte.

## Unterarten
Der Körnige Laufkäfer besitzt insgesamt 7 Unterarten.
- Carabus granulatus aetolicus Schaum, 1857[1]

- Carabus granulatus calabricus Spettoli & Vigna Taglianti, 2001[2]

- Carabus granulatus crimeensis Breuning, 1933[3]

- Carabus granulatus duarius Fischer von Waldheim, 1844[4]

- Carabus granulatus granulatus Linnaeus, 1758[5]

- Carabus granulatus hibernicus Lindroth, 1956[6]

- Carabus granulatus interstitialis Duftschmid, 1812[7]

## Vorkommen
Der Körnige Laufkäfer ist in Europa und Asien weit verbreitet. Außerdem wurde er in Nordamerika eingeschleppt. Man findet ihn auf Wiesen, Feldern und in Wäldern.

## Lebensweise
Er ist eine der sehr wenigen Arten der Echten Laufkäfer, die ihre Flugfähigkeit nicht vollkommen verloren haben, lediglich die Gebirgsformen sind kurzflügelig. Trotzdem halten sich die nachtaktiven Tiere meist am Boden auf, wo sie Jagd auf Insekten, Würmer und Schnecken machen. Tagsüber verbergen sie sich unter Baumstämmen oder Steinen. Vom Herbst bis zum Frühling überwintern die Tiere oft gemeinsam in Baumstümpfen. Da die Körnigen Laufkäfer gerne auch Kartoffelkäfer fressen, sind sie für die Landwirtschaft sehr nützlich. Die Weibchen des Körnigen Laufkäfers legen etwa vierzig Eier. Die Larven häuten sich dreimal, bevor sie sich im Boden verpuppen. Im Herbst schlüpfen die fertigen Käfer. Der Körnige Laufkäfer steht in Deutschland unter Naturschutz.